# Bodil Udsen
Bodil Udsen, född 12 januari 1925 i Köpenhamn, död 26 februari 2008 i Köpenhamn, var en dansk skådespelare, känd från teater och en mängd filmer.
Udsen slog igenom på Fiolteatret som Winnie i Samuel Becketts Lyckliga dagar, och utvecklades till en av Danmarks starkaste karaktärsskådespelare, med roller som Martha i Edward Albees Vem är rädd för Virginia Woolf?, Alice i August Strindbergs Dödsdansen, titelrollen i Euripides Medea och Bertolt Brechts Mor Courage, samt Marthe i Goethes Faust.
Hon uppträdde på Det Kongelige Teater och på de flesta andra Köpenhamnsscener, och spelade även revyer och musikaler. Hon är också välkänd från tv-serier som Huset på Christianshavn och Matador samt ett stort antal filmer.

## Filmografi i urval
- Blændværk (1955)
- Styrmand Karlsen (1958)
- Eventyrrejsen (1960)
- Kvindelist og kærlighed (1960)
- Poeten og Lillemor og Lotte (1960)
- Eventyr på Mallorca (1961)
- Flemming på kostskole (1961)
- Poeten og Lillemor i forårshumør (1961)
- Det støver stadig (1962)
- Der brænder en ild (1962)
- Vi har det jo dejligt (1963)
- Frøken April (1963)
- Støv for alle pengene (1963)
- Don Olsen kommer til byen (1964)
- Selvmordsskolen (1964)
- Mor bag rattet (1965)
- Tre små piger (1966)
- Nyhavns glade gutter (1967)
- Far laver sovsen (1967)
- Jeg elsker blåt (1968)
- Damernes ven (1969)
- Sjov i gaden (1969)
- Svend, Knud og Valdemar (1970)
- Huset på Christianshavn (1970-1977)
- Revolutionen i vandkanten (1971)
- Ballade på Christianshavn (1971)
- Mor, jeg har patienter (1972)
- Lenin, din gavtyv (1972)
- Livsens Ondskab (1972)
- Manden på Svanegården (1972)
- Aladdin eller den forunderlige lampe (1975)
- Den korte sommer (1976)
- Slægten (1978)
- Matador (1978-1981)
- Historien om en moder (1979)
- Min farmors hus (1984)
- Samson & Sally (1984)
- Peter von Scholten (1987)
- Göingehövdingen (1992)
- Aberne og det hemmelige våben (1995)
- Bryggeren (1996-1997)
- Barbara (1997)
- Send mere slik (2001)
- Monas Verden (2001)
- Trækfugle (2001)
- Jag är Dina (2002)
- Nissernes Ø (2003)
- Den du frygter (2008)

## Teater

### Roller (ej komplett)
| År   | Roll   | Produktion                 | Regi          | Teater                          |
| ---- | ------ | -------------------------- | ------------- | ------------------------------- |
| 1980 | Oinone | Til Fedra Per Olov Enquist | Lone Bastholm | Det Kongelige Teater, Köpenhamn |
| 2000 | Olga   | Søstrene Per Olov Enquist  | Peter Langdal | Betty Nansen Teatret            |

## Utmärkelser
- Teaterpokalen,  1962[2]
- Henkelpriset,  1970[3]
- Robert för bästa kvinnliga huvudroll, för Min farmors hus,  1985[4]
- Rødekro Kulturpris,  1995[5]
- Kommendör av Dannebrogorden,  2003[6]
- Reumert för årets kvinnliga biroll,  2003[7]

[Redigera Wikidata]

### Webbkällor
- ”Bodil Udsen”. Store norske leksikon. http://snl.no/Bodil_Udsen. Läst 6 januari 2011.